# Гербец, Вида
Ви́да Ге́рбец (словен. Vida Gerbec, 12 июля 1925, Триест, Королевство Италия — 22 ноября 2010, Кубед, Словения) — югославская спортивная гимнастка. Участница летних Олимпийских игр 1948 года.

## Биография
Вида Гербец родилась 12 июля 1925 года в итальянском городе Триест. По национальности словенка.
В 1948 году вошла в состав сборной Югославии на летних Олимпийских играх в Лондоне. Выступала в командном многоборье вместе с Драганой Джорджевич, Ружей Войск, Дражиней Джипалович, Таней Жутич, Драгицей Баслетич, Златицей Миятович и Нежей Черне. Гербец оказала высший результат в команде, набрав 49,00 балла. Сборная Югославии с 397,9 балла заняла 7-е место, уступив 47,55 балла завоевавшим золото гимнасткам Чехословакии.
В 1950 году на чемпионате мира по спортивной гимнастике в Базеле поделила 6-е место в упражнениях на разновысоких брусьях, уступив 0,500 балла завоевавшим золотые медали Гертруде Колар из Австрии и Анн-Софи Петтерссон из Швеции.
Умерла 22 ноября 2010 года в словенской деревне Кубед.